# Liga Alef
La Liga Alef (in ebraico ליגה א‎?, cioè "Serie A") è la terza divisione del campionato israeliano di calcio.
Istituita nel 1951, funse da prima divisione del campionato nazionale per le stagioni 1951-1952 e 1953-1954.
Nel 1954, con la creazione della Liga Leumit, la Liga Alef venne resa la seconda serie.
A partire dal 1974, con l'istituzione della Liga Artzit, la Liga Alef divenne la terza divisione del campionato.
Nel 1999, l'IFA introdusse la Ligat ha'Al quale nuova prima divisione. Ciò provocò il declassamento di tutte le preesistenti serie: conseguentemente, la Liga Alef divenne la quarta serie.
Nel 2009, con la soppressione della Liga Artzit, la Liga Alef è tornata ad essere la terza divisione.

## Formula
Le 32 squadre della Liga Alef sono suddivise in due gironi, uno relativo alla parte settentrionale (Girone Nord) e l'altro a quella meridionale (Girone Sud) del Paese.
In ciascun girone, i club si affrontano tutti in doppie sfide di andata e ritorno, per un totale di 30 giornate. Le vincitrici sono immediatamente promosse in Liga Leumit. Al contrario, le squadre classificatesi dal secondo al quinto posto di ciascun girone disputano i play-off, la cui vincente affronta, in uno spareggio promozione/retrocessione, la terz'ultima classificata dei play-out della Liga Leumit.
Le ultime due classificate di ciascun girone sono retrocesse in Liga Bet, mentre le squadre giunte ai terz'ultimi posti si affrontano in un play-out: la vincitrice affronta, in uno spareggio promozione/retrocessione, la vincente dei play-off della quarta serie.

## Albo d'Oro

### Gruppo Nord
| Stagione       | Campione                   | Retrocessioni (s)                                                                    |
| Terzo livello  | Terzo livello              | Terzo livello                                                                        |
| -------------- | -------------------------- | ------------------------------------------------------------------------------------ |
| 1998–99        | Hapoel Ra'anana            | Hapoel Umm al-Fahm, Hapoel Kafr Qasim                                                |
| Quarto livello |                            |                                                                                      |
| 1999–2000      | Hapoel Majd al-Krum        | Maccabi Afula                                                                        |
| 2000–01        | Ironi Kiryat Shmona        | Maccabi Isfiya, Hapoel Iksal                                                         |
| 2001–02        | Hapoel Kisra-Sumei         | Tzeirei Nahf, Hapoel Hurfeish                                                        |
| 2002–03        | Hapoel Herzliya            | Hapoel Hadera, Hapoel Tayibe                                                         |
| 2003–04        | Maccabi Hadera             | Hapoel Migdal HaEmek                                                                 |
| 2004–05        | Maccabi Tzur Shalom        | Hapoel Tuba, Maccabi Tura'an                                                         |
| 2005–06        | Hapoel Bnei Tamra          | Maccabi Tamra, Hapoel Beit She'an, Maccabi Shefa-'Amr                                |
| 2006–07        | Hapoel Bnei Jadeidi        | Hapoel Kisra-Sumei, Hapoel Reineh, Maccabi Sektzia Ma'a lot                          |
| 2007–08        | Hapoel Umm al-Fahm         | Beitar Haifa, Hapoel Ahva Haifa, Hapoel Makr                                         |
| 2008–09        | Ahva Arraba                | Maccabi Ironi Shlomi/Nahariya, Beitar Ihud Mashhad                                   |
| Terzo livello  |                            |                                                                                      |
| 2009–10        | Maccabi Ironi Jatt         | Hapoel Bnei Jadeidi, Hapoel Bnei Tamra, Maccabi Ironi Tirat HaCarmel                 |
| 2010–11        | Maccabi Umm al-Fahm        | Ironi Sayid Umm al-Fahm, Maccabi Kafr Qara, Hapoel Ramot Menashe Megiddo             |
| 2011–12        | Hapoel Asi Gilboa          | Maccabi Ironi Tamra, Ahi Acre FC                                                     |
| 2012–13        | Hapoel Afula               | Hapoel Kafr Kanna, Maccabi Sektzia Ma'a lot                                          |
| 2013–14        | Hapoel Kfar Saba           | Hapoel Daliyat al-Karmel, Maccabi Kafr Kanna, Ahva Arraba                            |
| 2014–15        | Hapoel Katamon Gerusalemme | Hapoel Beit She'an, Maccabi Umm al-Fahm                                              |
| 2015–16        | Ironi Nesher               | Maccabi Sektzia Ma'alot-Tarshiha, Ihud Bnei Majd al-Krum                             |
| 2016–17        | Hapoel Hadera              | Tzeirei Kafr Kanna                                                                   |
| 2017–18        | Hapoel Iksal               | Hapoel Beit She'an, Maccabi Daliyat al-Karmel                                        |
| 2018–19        | Hapoel Umm al-Fahm         | Ironi Nesher, Hapoel Gerusalemme                                                     |
| 2019–20        | Hapoel Iksal               | Nessuna                                                                              |
| 2020–21        | Maccabi Bnei Reineh        | Hapoel Ihud Bnei Majd al-Krum, Hapoel Deborah                                        |
| 2021–22        | Ironi Tiberias             | Hapoel Ruby Shapira Haifa, Hapoel Iksal, Hapoel Bnei Arara Ara, Hapoel Bnei Fureidis |

1. ↑  Il Maccabi Hadera è fallito nel 2004. Il Maccabi Tirat HaCarmel (che ha terminato 2º) venne promosso al suo posto.
2. ↑  L'Hapoel Asi Gilboa non salì a causa della sconfitta del play-off con il campione del gruppo Sud, il Maccabi Yavne venne promosso per la regola del gol fuori casa (2-2 in aggregato).

### Gruppo Sud
| Stagione       | Campione              | Retrocessioni (s)                                                            |
| Terzo livello  | Terzo livello         | Terzo livello                                                                |
| -------------- | --------------------- | ---------------------------------------------------------------------------- |
| 1998–99        | Hapoel Ironi Dimona   | Hapoel Yeruham, Beitar Ramla                                                 |
| Quarto livello |                       |                                                                              |
| 1999–2000      | Maccabi Ashkelon      | Hapoel Or Yehuda                                                             |
| 2000–01        | Maccabi Yavne         | Tzeirei Jaffa, Sektzia Nes Tziona                                            |
| 2001–02        | Maccabi Ramat Amidar  | Hapoel Kiryat Ono, Hapoel Lod, Beitar Ma'ale Adumim                          |
| 2002–03        | Hapoel Tira           | Nessuna                                                                      |
| 2003–04        | Maccabi Be'er Sheva   | Hapoel Bat Yam, Hapoel Mevaseret Zion                                        |
| 2004–05        | Hapoel Bnei Lod       | Hapoel Qalansawe, Hapoel Jaljulia                                            |
| 2005–06        | Sektzia Nes Tziona    | Maccabi Sha'arayim, Maccabi Kafr Qasim, Beitar Givat Ze'ev                   |
| 2006–07        | Hapoel Maxim Lod      | AS Jaffa, Hapoel Arad                                                        |
| 2007–08        | Maccabi Ironi Bat Yam | Tzafririm Holon, Maccabi Ironi Amishav Petah Tikva, Ironi Ofakim             |
| 2008–09        | Maccabi Be'er Sheva   | Ironi Ramla, Hapoel Masos Shaqib al-Salam                                    |
| Terzo livello  |                       |                                                                              |
| 2009–10        | Hapoel Herzliya       | Beitar Kfar Saba, Hapoel Mevaseret Zion                                      |
| 2010–11        | Hapoel Jerusalem      | Hapoel Nahlat Yehuda, Tzafririm Holon, Shimshon Bnei Tayibe                  |
| 2011–12        | Maccabi Yavne         | Maccabi Ironi Netivot, Maccabi HaShikma Ramat Hen, Maccabi Ironi Jatt Alahli |
| 2012–13        | Hapoel Katamon        | Hapoel Arad, Maccabi Ironi Kfar Yona, Ortodoxim Lod                          |
| 2013–14        | Maccabi Kiryat Gat    | Maccabi Be'er Ya'akov, Bnei Eilat                                            |
| 2014–15        | Hapoel Ashkelon       | Maccabi Be'er Sheva, Maccabi Kiryat Malakhi                                  |
| 2015–16        | Maccabi Sha'arayim    | Maccabi Amishav Petah Tikva, Bnei Eilat, Hapoel Morasha Ramat HaSharon       |
| 2016–17        | Hapoel Marmorek       | Bnei Jaffa Ortodoxim, Shikun HaMizrah                                        |
| 2017–18        | Sektzia Nes Tziona    | Dimona, Hapoel Hod HaSharon                                                  |
| 2018–19        | Hapoel Kfar Shalem    | Hapoel Gerusalemme                                                           |
| 2019–20        | Hapoel Kfar Shalem    | Nessuna                                                                      |
| 2020–21        | Hapoel Ashdod         | Hapoel Yehuda, Hakoach Maccabi Amidar Ramat Gan                              |
| 2021–22        | Maccabi Giaffa        | Hapoel Ashkelon, Betar Nordia Gerusalemme, Hapoel Bnei Lod, Hapoel Azor      |

1. ↑  Non ci sono state retrocessioni perché le squadre Beitar Be'er Sheva (che era retrocesso dalla Liga Leumit) e l'Hapoel Ironi Dimona fallirono.
2. ↑  Come l'Hapoel Maxim Lod è scomparso, la seconda classificata Hapoel Kfar Shalem venne promossa al suo posto.